# Distretto di Rudnik
Il distretto di Rudnik (in sloveno Četrtna skupnost Rudnik, pronuncia [ˈɾuːdnik]) o semplicemente Rudnik  è uno dei 17 distretti (mestna četrt) della città di Lubiana.